# Министарство унутрашњих послова Републике Хрватске
Министарство унутрашњих послова Републике Хрватске (скраћено МУП РХ; хрв. Ministarstvo unutarnjih poslova Republike Hrvatske (MUP PH)) је орган државне управе у самосталној Републици Хрватској, који као задатак има заштиту уставног поретка Републике Хрватске, заштиту живота њених грађана и заштиту њихове имовине.
Радом министарства управља министар унутрашњих послова Републике Хрватске. Тренутно на тој функцији је Влахо Орепић.

## Дужности
Министарство унутрашњих послова Републике Хрватске обавља послове који се односе на:
- послове хрватске полиције и криминалистичке полиције и то у заштиту живота и личну сигурност људи и имовине, спречавање и откривање казнених дела;
- проналажење и хапшење починилаца казнених дела и њихово привођење хрватском правосуђу;
- одржавање јавног реда и мира те заштиту одређених особа, грађевина и простора;
- обављање криминалистичко-техничких послова;
- послове сигурности промета на хрватским путевима;
- надзор државних граница Републике Хрватске;
- кретање и боравак странаца на територији Републике Хрватске;
- одржавање јавних окупљања;
- држављанство;
- издавање хрватских личних карата, пријављивања пребивалишта и боравишта грађана Републике Хрватске;
- издавање возачких дозвола и регистрације моторних возила;
- набаву, држање и ношење оружја;
- заштиту уставом утврђеног поретка;
- послове специјалне полиције.

## Списак досадашњих министара
- Јосип Бољковац
- Онесин Цвитан
- Иван Векић
- Иван Јарњак
- Иван Пенић
- Шиме Лучин
- Марјан Млинарић
- Ивица Кирин
- Берислав Рончевић
- Томислав Карамарко
- Ранко Остојић
- Влахо Орепић